# ANALOG Computing (revista)
ANALOG Computing foi uma revista de computação [en] americana dedicada aos computadores Atari de 8 bits. Publicada entre 1981 e 1989, a revista oferecia, além de análises e tutoriais, diversos programas em cada edição para os leitores digitarem [en]. Quase todas as edições traziam um videogame em linguagem de máquina — diferente do Atari BASIC —, algo raro em revistas concorrentes. Esses jogos vinham acompanhados do código-fonte em linguagem assembly. A ANALOG também comercializava jogos, publicou dois livros com software para digitar e disponibilizava acesso a um sistema de bulletin board personalizado. Após o lançamento do Atari ST, a cobertura desses novos sistemas foi transferida para uma seção chamada ST-Log, que mais tarde se tornou uma publicação independente com o mesmo nome.
O título surgiu como um acrônimo para Atari Newsletter And Lots Of Games ("Boletim Atari e Muitos Jogos"), detalhado apenas nas duas primeiras edições. Inicialmente, a capa trazia o nome A.N.A.L.O.G. 400/800 Magazine, mas a partir da sexta edição foi simplificado para A.N.A.L.O.G. Computing. Apesar dos pontos permanecerem no logotipo, com o tempo, o nome interno da revista passou a ser ANALOG ou ANALOG Computing.
As listagens de programas eram protegidas pelos direitos autorais da revista, permitindo aos usuários digitá-las em seus computadores para uso pessoal, desde que não fossem vendidas ou copiadas.

## História
A ANALOG foi fundada por Lee H. Pappas [en] e Michael DesChesnes, que se conheceram em uma convenção de Star Trek em 1978. Sua primeira edição saiu em janeiro/fevereiro de 1981. A publicação foi bimestral até a edição de novembro/dezembro de 1983, passando a mensal a partir de janeiro de 1984.
Com o anúncio do Atari ST no início de 1985, a ANALOG ampliou seu foco para incluir essa nova linha de computadores. A partir da edição de abril de 1986, a cobertura do ST foi reunida em uma seção suplementar chamada ST-Log. Na décima edição, em janeiro de 1987, ST-Log tornou-se uma revista independente, e a ANALOG voltou a se dedicar exclusivamente aos computadores Atari de 8 bits. (Esse processo foi semelhante ao da revista STart [en], que se separou da Antic [en].)
Nas edições de abril de 1988 de ST-Log e ANALOG Computing, Pappas informou que ambas as revistas estavam sob nova propriedade, com os escritórios transferidos de Worcester, Massachusetts, para North Hollywood, Califórnia. A circulação foi interrompida entre as edições 58 e 59 (de outubro de 1987 a março de 1988). O editorial não detalhou a aquisição, mas o cabeçalho indicava a editora como L.F.P., Inc. (referente a Larry Flynt Publications). Os assinantes não foram previamente avisados.
Em setembro de 1989, as edições de ANALOG e ST-Log anunciaram que as revistas seriam reunidas em um único recurso Atari sob o nome ANALOG, a partir da edição de novembro. Foram publicadas duas edições da revista combinada antes que a L.F.P., Inc. a encerrasse. A revista STart noticiou o fato, afirmando incorretamente que ambas foram canceladas menos de um mês após o anúncio, mas confirmando que a equipe de produção foi integrada a outra publicação de Pappas, Video Games & Computer Entertainment [en]. A última edição da ANALOG Computing foi em dezembro de 1989, número 79, sem indicação de que seria a edição final.

## Produtos adicionais

### ANALOG Software
Nos primeiros anos, a ANALOG Computing vendia jogos por correspondência sob o nome ANALOG Software. Vários desses jogos foram desenvolvidos por membros da equipe da revista. Alguns foram anunciados, mas nunca concluídos ou lançados, como Sunday Driver e Titan.

#### Jogos lançados
- Crash Dive (diferente da aventura de texto de Brian Moriarty [en] publicada como listagem para digitar)
- Star Sentry
- Buried Bucks, mais tarde lançado pela Imagic como Chopper Hunt [en]
- Race in Space, posteriormente publicado como listagem para digitar na revista
- Carnival [en], licenciado da Sega

### Livros
A ANALOG lançou dois livros com listagens de programas e tutoriais. O ANALOG Compendium (1983) reúne "os melhores programas para computadores domésticos Atari das primeiras dez edições". Já An Atari 8-bit Extra from ANALOG Computing (1987) traz programas inéditos.
O ANALOG Computing Pocket Reference Card foi publicado em 1985 e vendido por US$7,95. Ele inclui um resumo dos comandos do Atari BASIC, o layout de memória de player/missile, endereços de registradores de hardware e do sistema operacional, caracteres ATASCII [en], modos gráficos e outras informações.

### Bulletin board
O ANALOG Computing Telecommunications System, ou ANALOG Computing TCS, era um sistema de bulletin board personalizado, acessível apenas por assinatura paga. Após seu lançamento em maio de 1985, um guia de 8 páginas, o ANALOG Computing TCS Guide, foi encadernado em uma edição da revista.

## Escritores daANALOG Computing

### Equipe
- Lee Pappas [en]
- Tom Hudson [en]
- Brian Moriarty [en]
- Clayton Walnum [en]

### Colaboradores
- Charles F. Johnson [en][19]
- Russ Wetmore [en][20]